# Požežina
Požežina (cyr. Пожежина) – wieś w Serbii, w okręgu raskim, w mieście Novi Pazar. W 2011 roku liczyła 144 mieszkańców.